# Sophie Splawinski
Sophie Splawinski (ur. 27 marca 1985 w Montrealu) – kanadyjska narciarka alpejska, brązowa medalistka mistrzostw świata juniorów.

## Kariera
Pierwszy raz na arenie międzynarodowej Sophie Splawinski pojawiła się 4 grudnia 2001 roku w Val Saint-Côme, gdzie w zawodach Nor-Am Cup w slalomie zajęła 27. miejsce. W 2002 roku wystartowała na mistrzostwach świata juniorów w Tarvisio, gdzie jej najlepszym wynikiem było dziewiąte miejsce w kombinacji. Jeszcze trzykrotnie startowała na imprezach tego cyklu, największy sukces osiągając podczas mistrzostw świata juniorów w Mariborze w 2004 roku, gdzie w tej samej konkurencji wywalczyła brązowy medal. W zawodach tych wyprzedziły ją jedynie Austriaczka Kathrin Zettel oraz Resi Stiegler z USA. Była też między innymi szósta w kombinacji podczas mistrzostw świata juniorów w Briançonnais w 2003 roku.
W zawodach Pucharu Świata zadebiutowała 26 października 2002 roku w Sölden, gdzie nie zakwalifikowała się do drugiego przejazdu giganta. Pierwsze pucharowe punkty wywalczyła 21 lutego 2004 roku w Åre, zajmując czternaste miejsce w supergigancie. Nigdy nie stanęła na podium zawodów tego cyklu, najwyższą lokatę uzyskała 22 lutego 2004 roku w Åre, gdzie giganta ukończyła na dwunastej pozycji. Najlepsze wyniki osiągała w sezonie 2003/2004, kiedy zajęła 84. miejsce w klasyfikacji generalnej. Nie brała udziału w mistrzostwach świata ani igrzyskach olimpijskich. W 2006 roku zakończyła karierę.

## Osiągnięcia

### Mistrzostwa świata juniorów
| Miejsce | Dzień     | Rok  | Miejscowość  | Konkurencja | Czas biegu  | Strata     | Zwyciężczyni            |
| ------- | --------- | ---- | ------------ | ----------- | ----------- | ---------- | ----------------------- |
| 24.     | 27 lutego | 2002 | Tarvisio     | Zjazd       | 1:29,81 min | +3,89 s    | Julia Mancuso           |
| 24.     | 28 lutego | 2002 | Tarvisio     | Supergigant | 1:27,54 min | +3,41 s    | Maria Riesch            |
| 34.     | 1 marca   | 2002 | Tarvisio     | Slalom      | 1:36,54 min | +5,93 s    | Veronika Zuzulová       |
| 25.     | 3 marca   | 2002 | Tarvisio     | Gigant      | 1:52,15 min | +3,90 s    | Julia Mancuso           |
| 9.      | 3 marca   | 2002 | Tarvisio     | Kombinacja  | 5,20 pkt    | ?          | Julia Mancuso           |
| 10.     | 4 marca   | 2003 | Briançonnais | Zjazd       | 1:12,23 min | +1,49 s    | Tamara Wolf             |
| DNF     | 5 marca   | 2003 | Briançonnais | Supergigant | 1:20,02 min | -          | Julia Mancuso           |
| 24.     | 7 marca   | 2003 | Briançonnais | Slalom      | 1:38,53 min | +7,40 s    | Michaela Kirchgasser    |
| 16.     | 8 marca   | 2003 | Briançonnais | Gigant      | 2:05,70 min | +2,97 s    | Jessica Lindell-Vikarby |
| 6.      | 8 marca   | 2003 | Briançonnais | Kombinacja  | 25,68 pkt   | +64,20 pkt | Maria Riesch            |
| 16.     | 10 lutego | 2004 | Maribor      | Zjazd       | 1:12,23 min | +2,21 s    | Maria Riesch            |
| 9.      | 12 lutego | 2004 | Maribor      | Supergigant | 1:26,79 min | +1,02 s    | Nadia Fanchini          |
| 43.     | 13 lutego | 2004 | Maribor      | Gigant      | 2:21,39 min | +8,33 s    | Maria Riesch            |
| 28.     | 15 lutego | 2004 | Maribor      | Slalom      | 1:40,73 min | +6,59 s    | Kathrin Zettel          |
| 15.     | 15 lutego | 2004 | Maribor      | Kombinacja  | 29,23 pkt   | ?          | Julia Mancuso           |
| 12.     | 23 lutego | 2005 | Bardonecchia | Zjazd       | 1:28,84 min | +1,71 s    | Nadia Fanchini          |
| DNF     | 24 lutego | 2005 | Bardonecchia | Supergigant | 1:26,81 min | -          | Andrea Fischbacher      |
| 18.     | 25 lutego | 2005 | Bardonecchia | Slalom      | 1:23,97 min | +5,97 s    | Šárka Záhrobská         |
| 7.      | 26 lutego | 2005 | Bardonecchia | Gigant      | 2:21,34 min | +1,01 s    | Nadia Fanchini          |
| 3.      | 26 lutego | 2005 | Bardonecchia | Kombinacja  | 35,54 pkt   | +38,75 pkt | Kathrin Zettel          |

### Puchar Świata

#### Miejsca w klasyfikacji generalnej
- sezon 2003/2004: 84.
- sezon 2004/2005: 90.

#### Miejsca na podium
Splawinski nigdy nie stanęła na podium zawodów PŚ.